# Jacobus Dregmans
Jacobus Dregmans (Hoek, 27 augustus 1901 – 29 juli 1990) was een Nederlands ambtenaar en burgemeester.
Hij werd geboren als zoon van Johannes Martinus Dregmans (1867-1925), gemeentesecretaris van Hoek, en Janneke van Vessem (1867-1940). Toen hij 17 was ging hij werken bij de gemeentesecretarie van zijn geboorteplaats en toen zijn vader langdurig ziek was en midden 1925 ontslagen werd volgde hij zijn vader op 23-jarige leeftijd op als gemeentesecretaris van Hoek. Daarmee was hij de jongste gemeentesecretaris van Nederland. Enkele maanden later zou die vader overlijden. J. Dregmans bleef tot begin 1967, dus bijna 42 jaar, die functie uitoefenen. Vanaf september 1969 was hij nog ruim een half jaar waarnemend burgemeester van Schoondijke tot die gemeente opging in de nieuwe gemeente Oostburg. Midden 1990 overleed Dregmans op 88-jarige leeftijd.
Zij oudere broers Pieter Dregmans en Jan Lambertus Dregmans waren eveneens burgemeester.